# Brutální vedro
Brutální vedro je český film režiséra Alberta Hospodářského. Premiéru měl v roce 2023 na mezinárodním filmovém festivalu v Karlových Varech. Popisuje příběh mladého Vincenta, který se v době velké vlny veder vypravil na chatu za svými přáteli. Po cestě se však udá velké množství podivných událostí, které Vincentem otřesou.